# Józef Kocjasz
Józef Kocjasz (ur. 28 września 1919 w Łodzi, zm. 27 kwietnia 1987 w Warszawie) – gimnastyk, działacz sportowy.

## Życiorys
Był synem Józefa Kocjasza i Władysławy z domu Głaszcz – robotników w łódzkich fabrykach włókienniczych. W Łodzi ukończył naukę w szkole podstawowej i tam do września 1939 był robotnikiem w fabryce Karola Scheiblera i Ludwika Grohmana. W tym czasie trenował w sekcji gimnastycznej Towarzystwa Gimnastycznego „Sokół”, gdzie również ukończył kurs przodowników gimnastyki. W 1940 został wywieziony przez Niemców na roboty przymusowe do Pölitz, gdzie pracował przy produkcji syntetycznej benzyny. Po powrocie do Łodzi w maju 1945 pracował jako spawacz w Państwowych Zakładach Przemysłu Bawełnianego. W 1948 został kierownikiem Wydziału Sportowego w Zarządzie Łódzkim Związku Walki Młodych. Był organizatorem sekcji gimnastycznej ZWM „Zryw”, gdzie pracował jako instruktor. W latach 1947–1958 studiował na Akademii Wychowania Fizycznego w Warszawie, jednocześnie pracując jako wykładowca Zakładu Gimnastyki. W 1958 uzyskał stopień magistra wychowania fizycznego, a w 1985 także stopień doktora nauk wychowania fizycznego, w oparciu o pracę „Badania nad rozwojem i ćwiczeniem koordynacji równoważnej” (promotor: Eugeniusz Geblewicz). Zainteresowania naukowe Kocjasza koncentrowały się na ćwiczeniach koordynacji równoważnej. Opublikował kilkadziesiąt artykułów oraz kilka opracowań książkowych.
Kocjasz ponadto był racjonalizatorem i autorem patentów 116 przyrządów gimnastycznych, trenerem gimnastyki sportowej w CWKS i w stołecznym Klubie Sportowym „Ogniwo” oraz AZS AWF. Pracował również z dziećmi i młodzieżą w warszawskim Pałacu Młodzieży oraz z dorosłymi w TKKF. Współpracował także z kadrą olimpijską w ośrodkach przygotowań olimpijskich oraz był sędzią państwowym w gimnastyce sportowej. Należał do Zarządu Polskiego Związku Gimnastycznego.
Został pochowany na Cmentarzu Północnym w Warszawie.

## Publikacje
- „Atlas ćwiczeń fizycznych” (1971),
- „Atlas przyborów, przyrządów i urządzeń terenowych dla potrzeb wychowania fizycznego i sportu” (1984),
- „Przewodnik ćwiczeń gimnastycznych od A do Z” (1984)[1].

## Odznaczenia
- Krzyż Kawalerski Orderu Odrodzenia Polski,
- Złoty Krzyż Zasługi,
- Medal Komisji Edukacji Narodowej,
- Złota Odznaka „Zasłużony Działacz Kultury Fizycznej”[1].